# La Chapelle-Gaceline
La Chapelle-Gaceline (en bretón Ar Chapel-Wagelin) era una comuna francesa situada en el departamento de Morbihan, de la región de Bretaña, que el uno de enero de 2017 pasó a ser una comuna delegada de la comuna nueva de La Gacilly al unirse con las comunas de Glénac y La Gacilly. 

## Demografía
| Gráfica de evolución demográfica de La chapelle-Gaceline entre 1901 y 2014 |
|                                                                            |

Los datos demográficos contemplados en este gráfico de la comuna de La Chapelle-Gaceline se han cogido de 1800 a 1999 de la página francesa EHESS/Cassini, y los demás datos de la página del INSEE.